# Dothen
Dothen mit seinen Ortsteilen Launewitz und Willschütz, Poppendorf und Tünschütz ist ein Ortsteil der Stadt Schkölen im Saale-Holzland-Kreis in Thüringen.

## Geografie und Geologie
Südlich von Schkölen liegt das alte Kirchdorf Dothen in einer Ackerebene mit überlößten schwarzerdeähnlichen Böden. Nur wenige flache Täler mit Bächen und Mulden tragen Bäume oder Gehölz. Der Boden ist zu fruchtbar, um ihn anderweitig zu nutzen. Der Ort liegt westlich der Wethau.
Mit Ortsverbindungsstraßen sind die Bürger und Betriebe an die in unmittelbarer Nähe vorbeiführenden Landesstraßen 1070 und 1071 auch an die Bundesautobahn 9 angeschlossen. Die Verkehrsanbindung zu Schkölen ist optimal. Allgemein treffen diese Feststellungen auch für die Ortsteile von Dothen zu, weil sie alle ein ähnliches Umfeld haben.

## Geschichte
Die urkundliche Ersterwähnung von Dothen fand 1261 statt. Die Kirche ist die älteste in der Einheitsgemeinde. Der Ort ist ein slawisches Runddorf und noch gut in dieser Form erhalten. Das ehemalige, aber noch lange Zeit genutzte Schulgebäude stammt aus dem Jahre 1350.
Ursprünglich waren die Schenken von Tautenburg Herren über den Ort. Nach dem Aussterben dieses Adelsgeschlechts gehörte der Ort ab 1640/52 zum kursächsischen Amt Tautenburg. Mit dem Wiener Kongress kam der Ort 1815 zum Großherzogtum Sachsen-Weimar-Eisenach und wurde 1822 dem Amt Bürgel mit Tautenburg angegliedert. 1850 kam der Ort zum Verwaltungsbezirk Weimar II (ab 1868: Verwaltungsbezirk Apolda) des Großherzogtums. Seit 1920 gehört Dothen zum Land Thüringen.
Im Ort befindet sich ein Reiterhof. Ein ökologischer Biolandhof arbeitet auch erfolgreich. Andere Bauern nutzen die neuen Formen der Zusammenarbeit im Umfeld. Die Dothener sind auch mit ihren Fleisch- und Wurstwaren bekannt.